# 感覺
感覺是對各種心理體驗和反應的一般心理術語，如恐懼、憤怒、諷刺及憐憫、嫉妒、快樂和愛等，可以（潛在地）描述並因此也可以用語言表達。 儘管有許多不同的神經生理學方法來測量感覺，但這些方法並沒有被認為是統一和單獨有效的。 這反過來又表明將感覺解釋為意識或自我狀態的個體或主觀品質。 感覺是處理起源於我們感覺器官的刺激的產物。 它們傳達了我們周圍世界的圖景，也傳達了我們自己身體的過程。 感覺不僅是外在事實的表達，也是我們自己的判斷。